# Emil Freymark (Leichtathlet)
Emil Freymark (* 4. März 1876 in St. Louis; † 26. Mai 1936 ebd.) war ein US-amerikanischer Hochspringer.
Bei den Olympischen Spielen 1904 in St. Louis wurde er Fünfter mit 1,72 m.
Seine persönliche Bestleistung von 1,78 m stellte er am 30. Juli 1904 in St. Louis auf.